# Bogø By
Bogø By er eneste by på Bogø med 930 indbyggere  (2024). Bogø By er beliggende på øen Bogø i Bogø Sogn 16 kilometer sydøst for Vordingborg og 16 kilometer nordøst for Nørre Alslev. Byen tilhører Vordingborg Kommune og er beliggende i Region Sjælland.
Bogø By er et flertydigt begreb. Det kan have følgende betydninger:
- Postdistriktet 4793 Bogø By, som omfatter øerne Bogø og Farø.
- Bogø By som dynamisk statistisk enhed defineret ved en bypolygon fra Geodatastyrelsen. Ud fra den foranderlige bypolygon opgør Danmarks Statistik indbyggertallet for Bogø By.[2] Dette indbyggertal udgør kun en delmængde af øen Bogøs samlede indbyggertal.
- Bogø By i daglig tale med skiftende betydning - enten som betegnelse for Gammelby, den nordlige del af bebyggelsen langs Bogø Hovedgade, eller omfattende hele den bymæssige bebyggelse langs Bogø Hovedgade i såvel Gammelby som Nyby, den sydlige del af bebyggelsen langs hovedgaden og helt ned til Bogø Havn.
- Bogø By betegner det ejerlav, som omfatter hele øen Bogø, men uden Farø, der udgør et eget ejerlav.

I byen finder man Bogø Kirke.